# Pseudotrochalus bomuanus
Pseudotrochalus bomuanus är en skalbaggsart som beskrevs av Brenske 1899. Pseudotrochalus bomuanus ingår i släktet Pseudotrochalus och familjen Melolonthidae. Inga underarter finns listade i Catalogue of Life.